# Gnomidolon humerale
Gnomidolon humerale es una especie de escarabajo longicornio del género Gnomidolon, categorizada en la tribu Hexoplonini, de la subfamilia Cerambycinae. Fue descrita por Bates en 1870.

## Descripción
Mide 6,66-10 mm de longitud.

## Distribución
Se distribuye por Brasil, Guayana Francesa, Panamá y Perú.